# Floridsdorfer AC
Floridsdorfer AC - ook wel FAC genoemd - is een Oostenrijkse voetbalclub uit Floridsdorf, een deelgemeente van de hoofdstad Wenen. De club werd in 1904 al opgericht en werd een van de mede-oprichters van de Oostenrijkse Bundesliga. De traditionele kleur van FAC is blauw.

## Geschiedenis

### Oprichting en eerste successen
Floridsdorfer AC werd in augustus 1904 opgericht en werd als twintigste club in de Weense stadscompetitie opgenomen en speelde thuiswedstrijden op de Birnerplatz. Op 14 oktober 1906 werd een nieuw terrein aan de Nordbahnbrücke in gebruik genomen met een wedstrijd tegen SK Slovan Wien voor 1.000 toeschouwers. Het oude terrein werd door SC Hakoah Wien overgenomen. In de beginjaren verloor de club meestal met zware cijfers. FAC was medeoprichter van de Oostenrijkse hoogste klasse in 1911/12 en werd zevende, ook de volgende seizoenen eindigde de club onderaan. De opmars begon tijdens de Eerste Wereldoorlog. In 1915 won de club de Oostenrijkse voetbalbeker in de finale met 3-1 tegen SK Admira Wien, deze titel is echter niet officieel. De club werd vicekampioen zowel in 1916 en 1917 met twee punten achterstand op Rapid Wien. In 1918 haalde FAC evenveel punten als Rapid, maar door het betere doelsaldo won de club de titel. Dat jaar werd ook de beker veroverd, met 4-3 won de club tegen de Amateure. Wegens slechte weersvoorspellingen werd de wedstrijd een week vooruitgeschoven zonder toestemming van de Oostenrijkse voetbalbond, daarom wordt deze titel niet officieel erkend.

### Tussenoorlogse tijd
Na de Eerste Wereldoorlog kon de club het vroegere niveau niet meer bereiken en degradeerde in 1923. In de tweede klasse werd FAC vicekampioen achter Wiener AC en een jaar later werd de titel behaald en promoveerde de club terug. Na een moeizaam eerste seizoen eindigde de club de volgende drie seizoenen op de vijfde plaats daarna ging het bergaf. In 1933 nam FAC het oude terrein van Admira Wien in gebruik. In deze tijd nam FAC deel aan de Mitropacup (een voorloper van de Europacup) maar verloor in de eerste ronde met een totaal score van 1-10 van Ferencvaros Boedapest. In 1938 werd de club achtste (op tien clubs), maar moest toch degraderen omdat de competitie voor heel Oostenrijk toegankelijk werd en er vier clubs uit Wenen moesten degraderen ten voordele van clubs uit de Oostenrijkse deelstaten.
Na het seizoen 1939/40 fusioneerde de club met SV Amateure Fiat dat net degradeerde uit de hoogste klasse, zodat het aan sterkte won. Tijdens de Tweede Wereldoorlog behoorde Oostenrijk tot het Duitse Rijk en de Oostenrijkse competitie werd een deel van de Gauliga. In 1943 werd FAC derde en het volgende seizoen werd zelfs de vicetitel behaald achter First Vienna.

### Strijd om een verblijf in de hoogste klasse
Na de oorlog ging het langzaam slechter en regelmatig moest de club tegen de degradatie vechten, een gevecht dat weliswaar elk jaar gewonnen werd. FAC moest goede spelers laten vertrekken zoals Robert Dienst die later nog 307 keer zou scoren voor Rapid Wien. In 1954 volgde het onvermijdelijke, FAC werd laatste en degradeerde. Met een vierde plaats kwam de club dicht bij een directe terugkeer naar het hoogste niveau, maar het volgende seizoen was catastrofaal en FAC degradeerde zelfs naar de eerde klasse.

### Teloorgang en actuele situatie
Nadat in 1959 de titel in de derde klasse (Wiener Stadtliga) werd behaald, volgde een directe degradatie in 1960. Een nieuw terrein werd in 1966 in gebruik genomen, het oude Admira-stadion werd geruild voor een stadion in de Hopfengasse, maar voor betere resultaten zorgde dit niet. In 1967 speelde de club voor de laatste maal in de tweede klasse. In de jaren 70 speelde de club in de middenmoot van de derde klasse, enkel in 1980 maakte FAC kans op de titel.
De club degradeerde zelfs nog naar de vierde klasse en fusioneerde in 1990 met SV Groß Viktoria en werd zo FAC Viktoria Wien. Met de titel in 1997 promoveerde de club terug naar de derde klasse, de Regionalliga. In de zomer van dat jaar werd de fusie met Viktoria opgeheven. Na drie opeenvolgdende tweede plaatsen (2001 tot en met 2003) degradeerde de club verrassend in 2004 naar de Wiener Stadtliga. FAC fusioneerde met FK Old Formation-RAG Feibra dat in 1985 was opgericht. In het seizoen 2006/07 speelde de club als FAC-OFR in de Wiener Stadtliga.
In juni 2007 volgde een nieuwe fusie met PSV Team für Wien en de club nam de nieuwe naam FAC Team für Wien aan. In 2014 werd de oude naam weer aangenomen, aangezien de ploeg weer op het tweede niveau kon aantreden. Met de oude naam hoopt de club opnieuw haar elan terug te krijgen van vroeger.
In het seizoen 2015/16 eindigde Floridsdorfer AC weliswaar als tiende en laatste in de eindrangschikking van de Erste Liga - inmiddels 2. Liga geheten, maar omdat SC Wiener Neustadt, SK Austria Klagenfurt en SV Austria Salzburg gedwongen werden een stap terug te doen vanwege onregelmatigheden, bleef de club behouden voor het op een na hoogste niveau in Oostenrijk. Ook de jaren erop konden de blauw-witten ternauwernood degradatie naar de Regionalliga voorkomen.

## Erelijst
- Landskampioen

1918

## Overzichtslijsten

### Eindklasseringen vanaf 2008
- 2008 2e
Regionalliga
- 2009 9e
Regionalliga
- 2010 11e
Regionalliga
- 2011 9e
Regionalliga
- 2012 9e
Regionalliga
- 2013 3e
Regionalliga
- 2014 1e
Regionalliga
- 2015 8e
2. Liga
- 2016 10e
2. Liga
- 2017 9e
2. Liga
- 2018 9e
2. Liga
- 2019 10e
2. Liga
- 2020 14e
2. Liga
- 2021 9e
2. Liga
- 2022 2e
2. Liga
- 2023 6e
2. Liga

- 2. Liga
- Regionalliga

Tot 2018 stond de 2. Liga als Erste Liga bekend.

### Seizoensresultaten vanaf 2008
| Seizoen           | №                 | Clubs             | Divisie           | Duels             | Winst             | Gelijk            | Verlies           | Doelsaldo         | Punten            | Tsch              |
| FAC Team für Wien | FAC Team für Wien | FAC Team für Wien | FAC Team für Wien | FAC Team für Wien | FAC Team für Wien | FAC Team für Wien | FAC Team für Wien | FAC Team für Wien | FAC Team für Wien | FAC Team für Wien |
| ----------------- | ----------------- | ----------------- | ----------------- | ----------------- | ----------------- | ----------------- | ----------------- | ----------------- | ----------------- | ----------------- |
| 2007–2008         | 2                 | 16                | Regionalliga Ost  | 30                | 20                | 5                 | 5                 | 59–31             | 65                | 853               |
| 2008–2009         | 9                 | 16                | Regionalliga Ost  | 30                | 12                | 5                 | 13                | 44–42             | 41                | 577               |
| 2009–2010         | 11                | 16                | Regionalliga Ost  | 30                | 11                | 7                 | 12                | 49–53             | 40                | 483               |
| 2010–2011         | 9                 | 16                | Regionalliga Ost  | 30                | 12                | 7                 | 11                | 40–36             | 43                | 425               |
| 2011–2012         | 9                 | 16                | Regionalliga Ost  | 30                | 10                | 10                | 10                | 36–29             | 40                | 561               |
| 2012–2013         | 3                 | 16                | Regionalliga Ost  | 30                | 15                | 10                | 5                 | 59–39             | 55                | 445               |
| 2013–2014         | 1                 | 16                | Regionalliga Ost  | 30                | 20                | 4                 | 6                 | 55–24             | 64                | 472               |
| Floridsdorfer AC  |                   |                   |                   |                   |                   |                   |                   |                   |                   |                   |
| 2014–2015         | 8                 | 10                | Erste Liga        | 36                | 9                 | 14                | 13                | 40–49             | 41                | 1.235             |
| 2015–2016         | 10                | 10                | Erste Liga        | 36                | 4                 | 5                 | 27                | 23–77             | 17                | 782               |
| 2016–2017         | 9                 | 10                | Erste Liga        | 36                | 10                | 8                 | 18                | 39–48             | 38                | 712               |
| 2017–2018         | 9                 | 10                | Erste Liga        | 36                | 8                 | 6                 | 22                | 37–75             | 30                | 526               |
| 2018–2019         | 10                | 16                | 2. Liga           | 30                | 11                | 8                 | 11                | 35–41             | 41                | 526               |
| 2019–2020         | 14                | 16                | 2. Liga           | 30                | 7                 | 11                | 12                | 32–51             | 32                | 470               |
| 2020–2021         | 9                 | 16                | 2. Liga           | 30                | 10                | 6                 | 14                | 39-41             | 36                |                   |
| 2021–2022         | 2                 | 16                | 2. Liga           | 30                | 20                | 5                 | 5                 | 51-18             | 65                |                   |
| 2022–2023         | 6                 | 16                | 2. Liga           | 30                | 12                | 9                 | 9                 | 41-30             | 45                |                   |

### FAC in Europa
1/8 = achtste finale, T/U = Thuis/Uit, W = Wedstrijd, PUC = punten UEFA coëfficiënten .
Uitslagen vanuit gezichtspunt Floridsdorfer AC
| Seizoen                                                    | Competitie | Ronde | Land                                      | Club            | Totaalscore | 1e W    | 2e W    | PUC |
| ---------------------------------------------------------- | ---------- | ----- | ----------------------------------------- | --------------- | ----------- | ------- | ------- | --- |
| 1934                                                       | Mitropacup | 1/8   | Vlag van Hongarije (1915-1918, 1919-1946) | Ferencvárosi FC | 1-10        | 0-8 (U) | 1-2 (T) | 0.0 |
| Totaal aantal behaalde punten voor UEFA coëfficiënten: 0.0 |            |       |                                           |                 |             |         |         |     |